# ナガマルコガネグモ
ナガマルコガネグモ　Argiope aemula はコガネグモ科のクモの1つ。ナガコガネグモの腹部をやや寸詰まりにしたような姿のクモで、南西諸島で普通に見られる。雄は交接後に雌に食われ、そうでなくとも2度目の交接で死亡することが知られている。

## 特徴

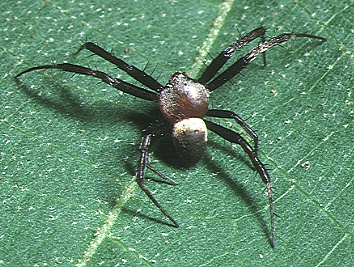
雄成体

体長は雌で20-25mm、雄では4-6mmで、大きさはコガネグモと同大からやや小柄な程度のクモである。雌では背甲が淡褐色で銀色の毛が一面に生え、腹部は丸みがあり、その背面は黄白色から黄色の地色の上に細かな横縞模様がある。この横線は腹部の後方では波状になり、また黄色い斑模様で切れ切れとなり、また前後の黒線が連絡したようになる。雄は本属他種の雄とほぼ見分けがつかない。
和名については説明されたものは見ていないが、ナガコガネグモに似ているが、腹部が長くなく丸みが強いことによると思われる。沖縄ではエーキクーバーなどの名で呼ばれる。

## 生態など

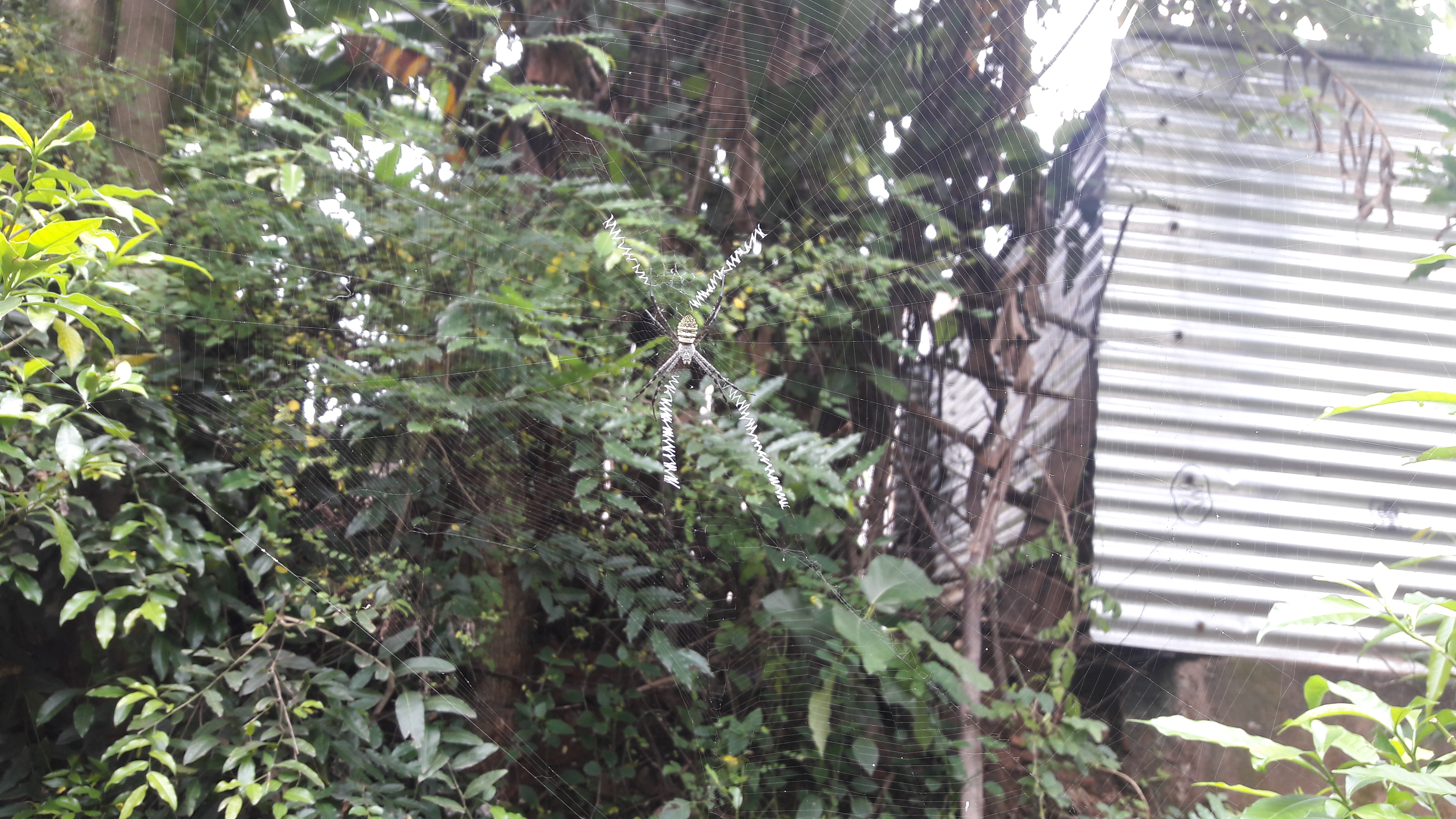
網に止まる雌成体

平地の草原に生息し、草地や農耕地、樹林地の草や低木の間に網を張る。網は標準的な円網を垂直に張り、クモは網の中央に定位する。網の中央にX字型の隠れ帯、あるいはその一部を省略したものをつける。
成虫は3月から11月まで見られる。産卵期は9-11月で、網の近くに目の粗い不規則に糸を張った網を作り、そこに乳白色から茶褐色の卵嚢をつける。

### 性的共食い

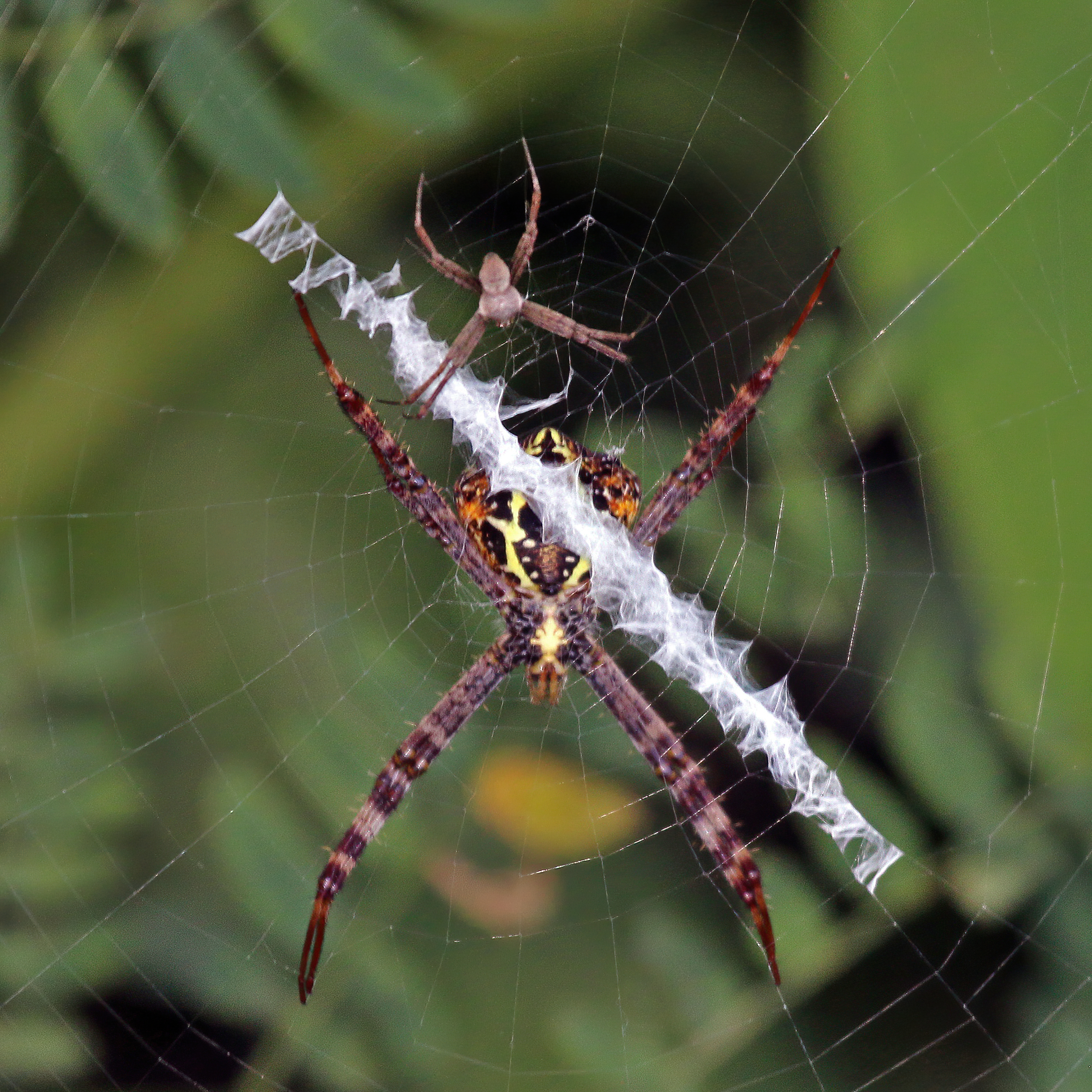
雌成体の網の裏側にいる雄成体

本種については交接時の雌雄の行動に関して興味深い事実が知られている。交接後の雄が必ず雌に食われ、それも雌が襲う場合だけでなく、交接終了後に雄が自身の原因で死に、それを雌が食う、というものである。本種の雄は雌より遙かに小さく、成熟後は自ら網を張らず、雌の網に居候して交接の機会を待つ。雌が受け入れた場合、雄は1対ある触肢の片方を使って交接し、精子を雌の生殖孔に受け渡す。本種では交接後に触肢の破損等はないものの、交接にはそれぞれ1度しか用いない。1度の交接で片方の触肢を使った雄は、すぐに雌から逃れるが、その際に雌に攻撃を受け、食われる例が少なくない。それ以前の居候生活中や求愛中に雌が攻撃する例はほとんどない。
この1回目の交接で雌の攻撃から逃れた場合、その雄はもう一度同じ雌との交接を試み、その際には雌がこれを必ず食う。しかも1回目の交接で雌の攻撃を受けた雄は激しく動いて逃れようとするが、2回目では無抵抗に食われてしまう。つまり雄は必ず交接した雌に食われる。
これについて詳しく調べた結果、2度目の交接をした雄を雌から人為的に離した場合、2度目の交接の時間が60秒に達すると雄は交接したままに死ぬことが明らかになった。これは雄の交接回数のみで決まり、雌の交接回数は無関係であった。さらに交接前に雄の触肢の片方を切断した場合、その雄は1回目の交接で死んだ。つまり雄は何らかの原因で自分がこれ以上交接できなくなった場合に死ぬようになっていると考えられる。なお、1回の交接で雄は雌が一生産卵する卵を受精させるだけの十分な精子を注入することが出来る。つまり2回の交接は必ずしも必要ではないのだが、それでも2回目を行う理由としては雌が複数の雄と交接を行うことがあげられる。つまり、より多くの精子を注入することで自身の精子が使われやすくなるためと思われる。また、コガネグモ類に限らず雌が最終脱皮の直後に雄が交接を試みるのはよく見られることで、これは脱皮直後は雌の攻撃能力がとても低くなり、つまり雄にとって安全だからと考えられる。本種もそれが観察され、しかしその場合にも2回目の交接の後に雄は死ぬという。
このような共食いの意義として雌にとってはある程度の栄養補給になることが考えられるが、雄の体が小さいため、それがどれほど意義のあるものかは疑問である。ただし同科で別属のニワオニグモでは雄の体内に雌にとって重要な栄養素がある可能性が示唆されている。逆に雄から見ると、この種の場合、雄の体格が小さいため、別の雌の網を探す際に捕食者に襲われるリスクが大きい可能性があり、新たな交接相手を探すことの出来る確率が少ないため、交接することの出来た雌に自身の全エネルギーを投資することが『最善の戦略』である、ということが考えられる。
このように2回目の交接後の雄の死は生理的に決まっているもので、雌による雄の摂食を保証する仕組みとなっており、遺伝的に組み込まれた一種の交尾戦略と思われる。いずれにせよ、交接(あるいは交尾)の最中、あるいはそのあとに雄が雌に食われる、という事例はクモでも、それに昆虫でも見られるものではあるが、雄が生理的に死亡し、その身体を雌に与える、というのはそれまでに例のなかったきわめて特異な性的共食いの事例である。

## 分布
日本では南西諸島の奄美諸島から南、沖縄諸島、宮古諸島、八重山諸島、大東諸島に見られる。国外では台湾、中国、インドネシアからインドにかけて、それにバヌアツで知られる。

## 類似種
本種の属するコガネグモ属は世界に80種ばかりがあり、日本には7種が知られるが、雌の場合、腹部が丸みを帯びた形で、黄色の地色に細かい横縞模様というのは本種だけであり、容易に区別がつく。模様の上ではナガコガネグモ A. bruennichi が似ているが、この種は明らかに腹部が縦長になっている。雄の場合、本属のクモは互いによく似ており、生殖器を確認する必要がある。

## 利害
人家周辺や畑地でも普通に見られるものであり、当然ながら害虫を食う益虫、ということになるだろうが、具体的に取り上げられてはいない。